# Цвете на злото
„Цвете на злото“ (на корейски: 악의 꽃, Agui kkot; на английски: Flower of Evil) е южнокорейски сериал, който се излъчва от 29 юли до 23 септември 2020 г. по tvN.

## Сюжет
Въпреки че Пек Хи Сонг крие мрачна тайна, свързана с истинската му самоличност и минало, той е успял да си създаде щастлив живот. Двамата със съпругата му Ча Джи Уон, която е детектив, изглеждат като идеално семейство – влюбена двойка с красива шестгодишна дъщеря, обожаваща родителите си. Пек Хи Сонг се занимава с изработка на метални изделия в занаятчийското си студио, освен това е експерт в домакинската работа. Пред съпругата и дъщеря си той носи широка усмивка на лицето си, но когато се обърне, има плашещ и безизразен вид.
Перфектната фасада започва да се разпада, когато Ча Джи Уон и нейните колеги от отдел „Убийства“ започват да разследват поредица от необясними серийни убийства от преди 15 години. Тогава Джи Уон забелязва промени в поведението на Хи Сонг и започва да се чуди дали е възможно съпругът ѝ да крие нещо от нея.

## Актьори
- И Джун Ги – Пек Хи Сонг / До Хьон Су
- Мун Че Уон – Ча Джи Уон
- Чонг Со Йон – Пек Ън Ха, дъщерята на Пек Хи Сонг и Ча Джи Уон
- Чанг Хи Джин – До Хе Су
- Со Хьон У – Ким Му Джин
- Нам Ги Е – Конг Ми Джа, майката на Хи Сонг
- Сон Чок Хак – Пек Ман У, бащата на Хи Сонг
- Чо Кьонг Сук – Мун Йонг Ок, майката на Джи Уон
- Че Те Хун – И У Чол
- Че Йонг Джун – Че Дже Соп
- Ким Су О – Им Хо Джун
- Им Чул Хьонг – Юн Санг Пил
- Че Бьонг Мо – До Мин Сок, бащата на Хе Су и Хьон Су
- Ким Джи Хун – Пек Хи Сонг

## Награди
На наградите за азиатски артисти през 2020 г. (Asia Artist Awards) И Джун Ги печели в две от категориите за играта си в сериала, съответно:
- Най-добър актьор
- Най-добра азиатска знаменитост

На 57-те награди за изкуство Baeksang през 2021 г. сериалът е отличен в категорията „Най-добър режисьор“ за Ким Чол Кю.